# Honda Street
La Honda Street (ホンダ・ストリート, Honda Sutoriito), també anomenada Honda Acty Street durant la seua primera generació, fou un model d'automòbil lleuger o kei car produït pel fabricant d'automòbils japonés Honda entre els anys 1981 i 2001. Desenvolupat sobre la base de la Honda Acty Van, la Street era un monovolum lleuger enfocat en l'esplai. Des de 2001 fou substituït per la Honda Vamos, desenvolupada a partir de l'Acty de tercera generació. Els principals competidors de la Street foren la Daihatsu Atrai, la Mitsubishi Bravo, la Subaru Sambar Try o la Subaru Dias Wagon i la Suzuki Every.

## Primera generació (1981-1988)

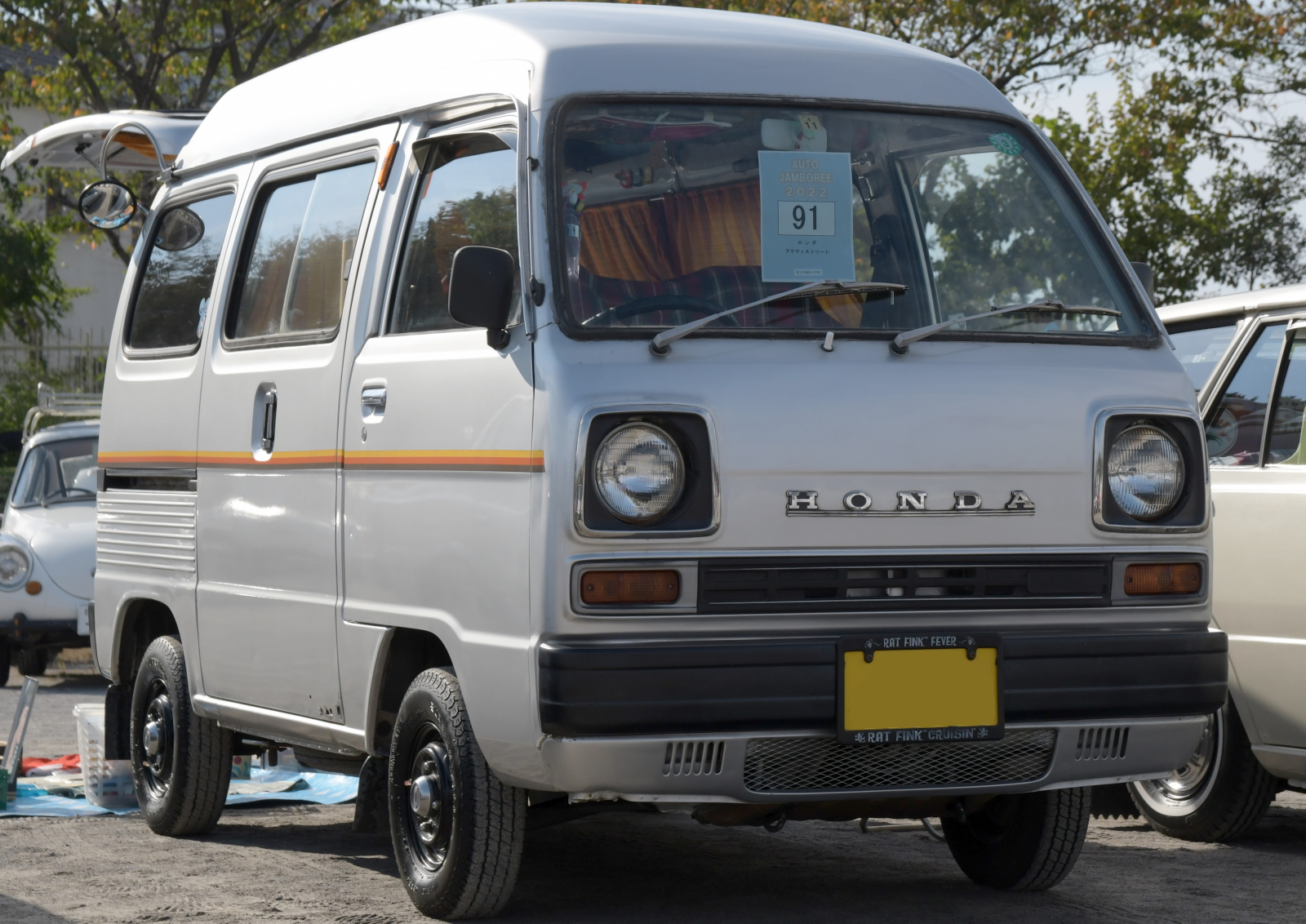
Acty Street High Roof (1981-1982)

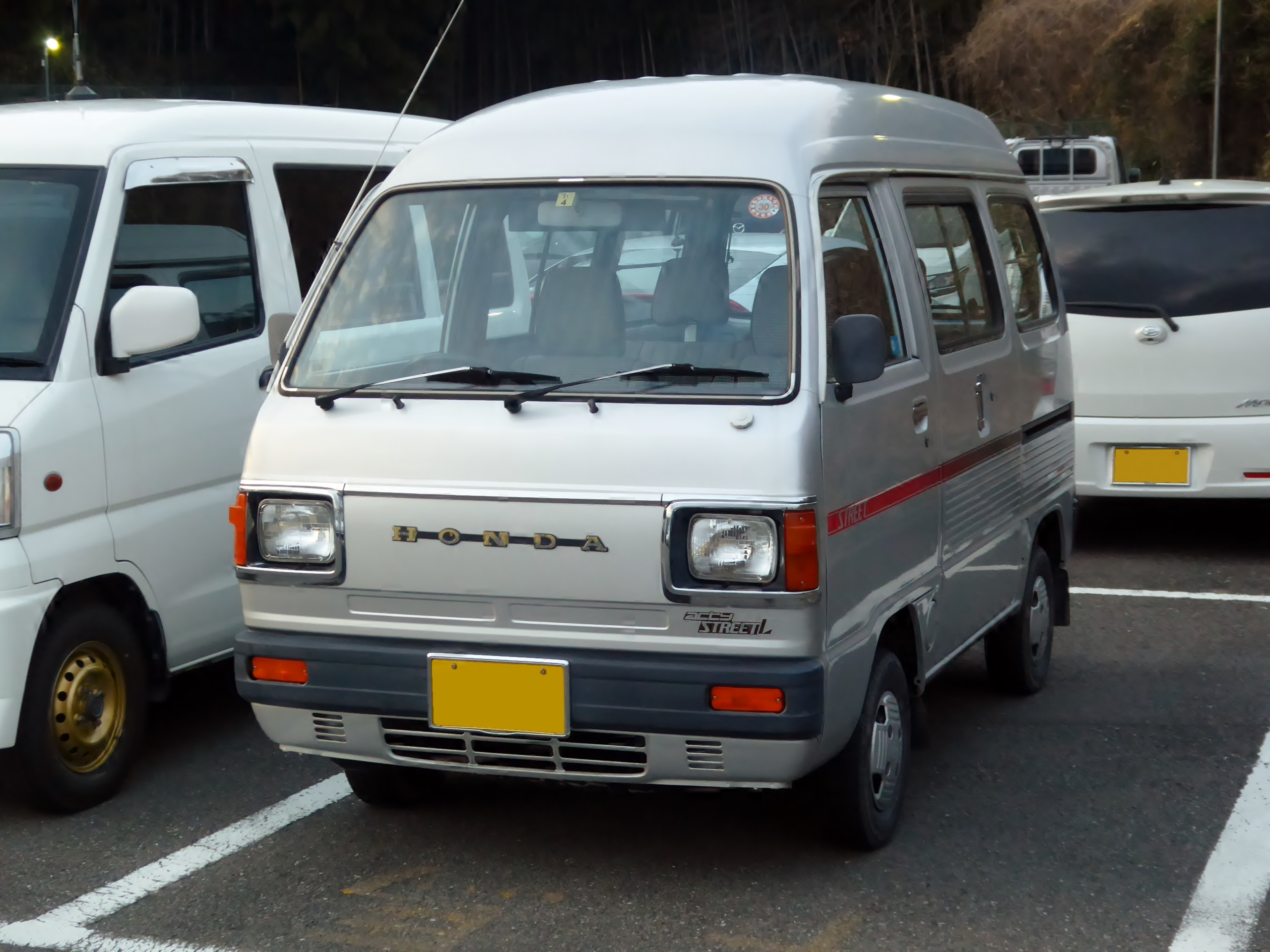
Acty Street L (1982-1985)

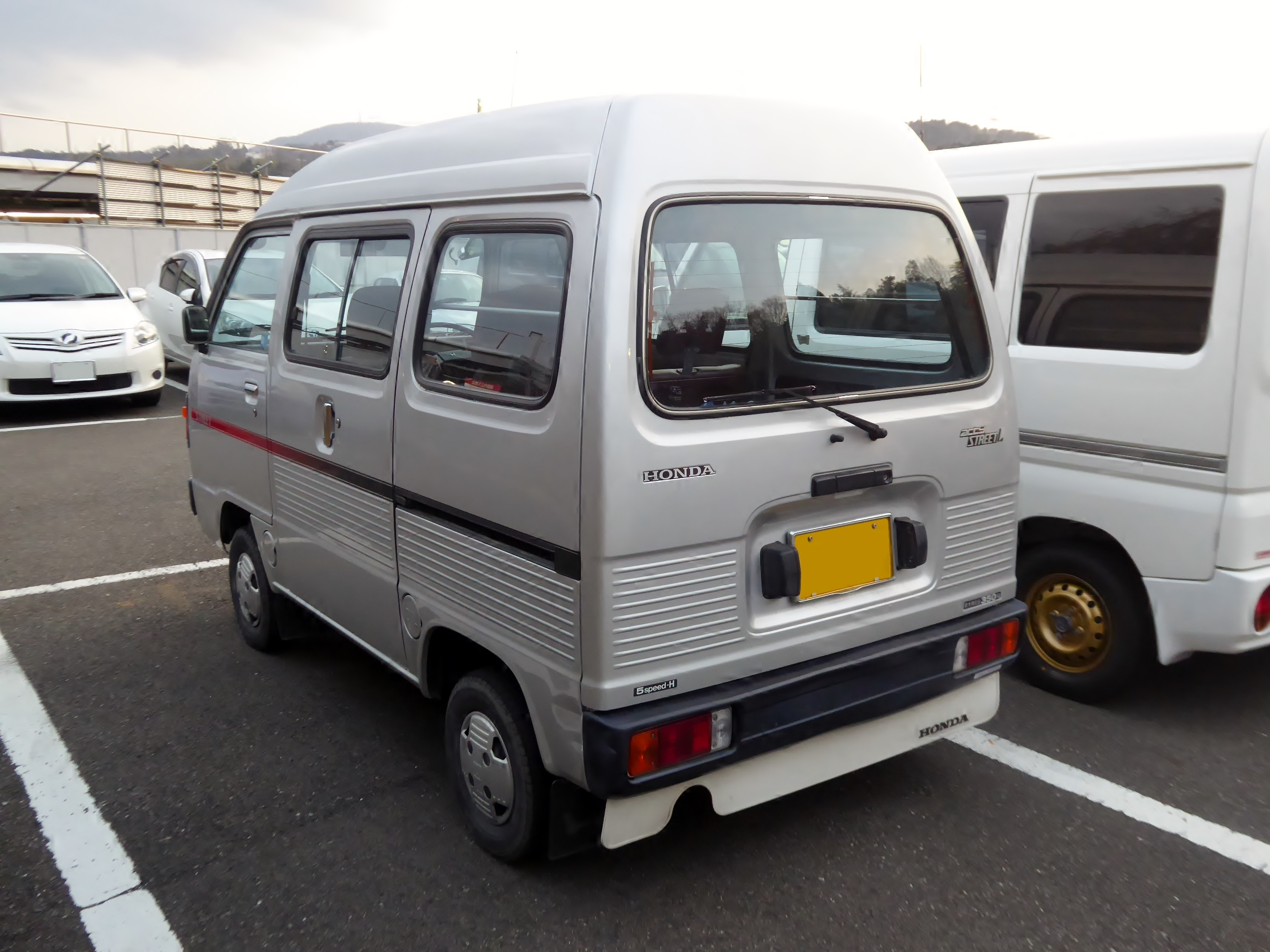
Acty Street L (1982-1985)

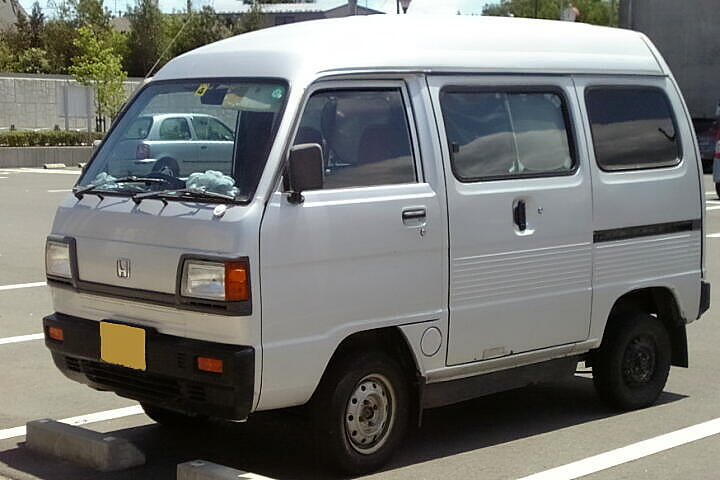
Acty Street (1985-1988)

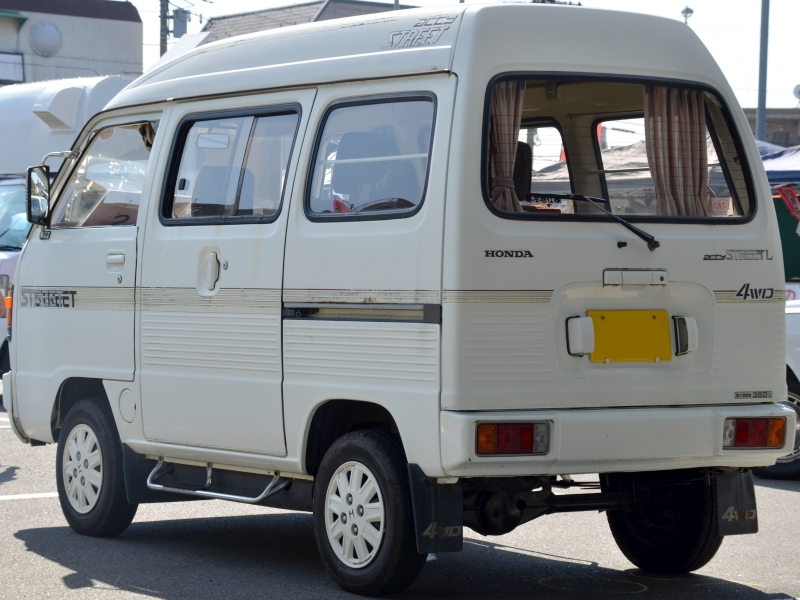
Acty Street L 4WD (1985-1988)

La primera generació del model, anomenat aleshores Honda Acty Street va eixir al mercar l'1 de febrer de 1981 com a una versió de la Honda Acty Van més luxosa i destinada als passatgers i l'esplai. El preu inicial de la Street era de 715.000 iens. La motorització de l'Acty Street era idèntica a la del seu model germà, la Honda Acty: un motor bicilíndric en línia de 550 centímetres cúbics que produïa 28 cavalls de potència a 5.500 revolucions per minut. El model estava disponible en carrosseria standard o la nova High Roof, qua també va introduir-se a l'Acty SDX (Super DeLuxe).
El juny de 1982 el model va patir un redisseny estètic als fars davanters, passant de ser rodons a rectangulars i els intermitents, qua van passar d'estar damunt dels para-xocs per a estar integrats en ells. També es va introduir la nova caixa de transmissió automàtica de disseny pròpi anomenada Hondamatic. Altres canvis presentats foren l'aire condicionat i el sostre solar opcionals.
El febrer de 1983 es va afegir a la gama la tracció a les quatre rodes o 4WD, equipable en els models amb frens de disc i transmissió manual de cinc velocitats. Un any després, la tracció total també estaria disponible pels models amb canvi automàtic. Des d'aquesta any, el model va començar a comercialitzar-se en la xarxa concessionària de Honda Primo, destinada als models compactes i lleugers de la marca.
L'agost de 1985 arribaria l'últim redisseny de la primera generació del model. El canvi estètic més significatiu fou el disseny dels fars, més moderns, rectangulars i grans. En l'apartat mecànic, es va començar a instal·lar frens de disc també en els models amb tracció al davant, mentres que els models amb caixa manual van passar tots de quatre velocitats a cinc.
La primera generació de la Street va deixar de produir-se a principis de l'any 1988, quan va entrar en comercialització la segona generació, ja sense l'afegitó "Acty" al nom, tot i seguir derivant de la segona generació de la Honda Acty Van.

## Segona generació (1988-2001)

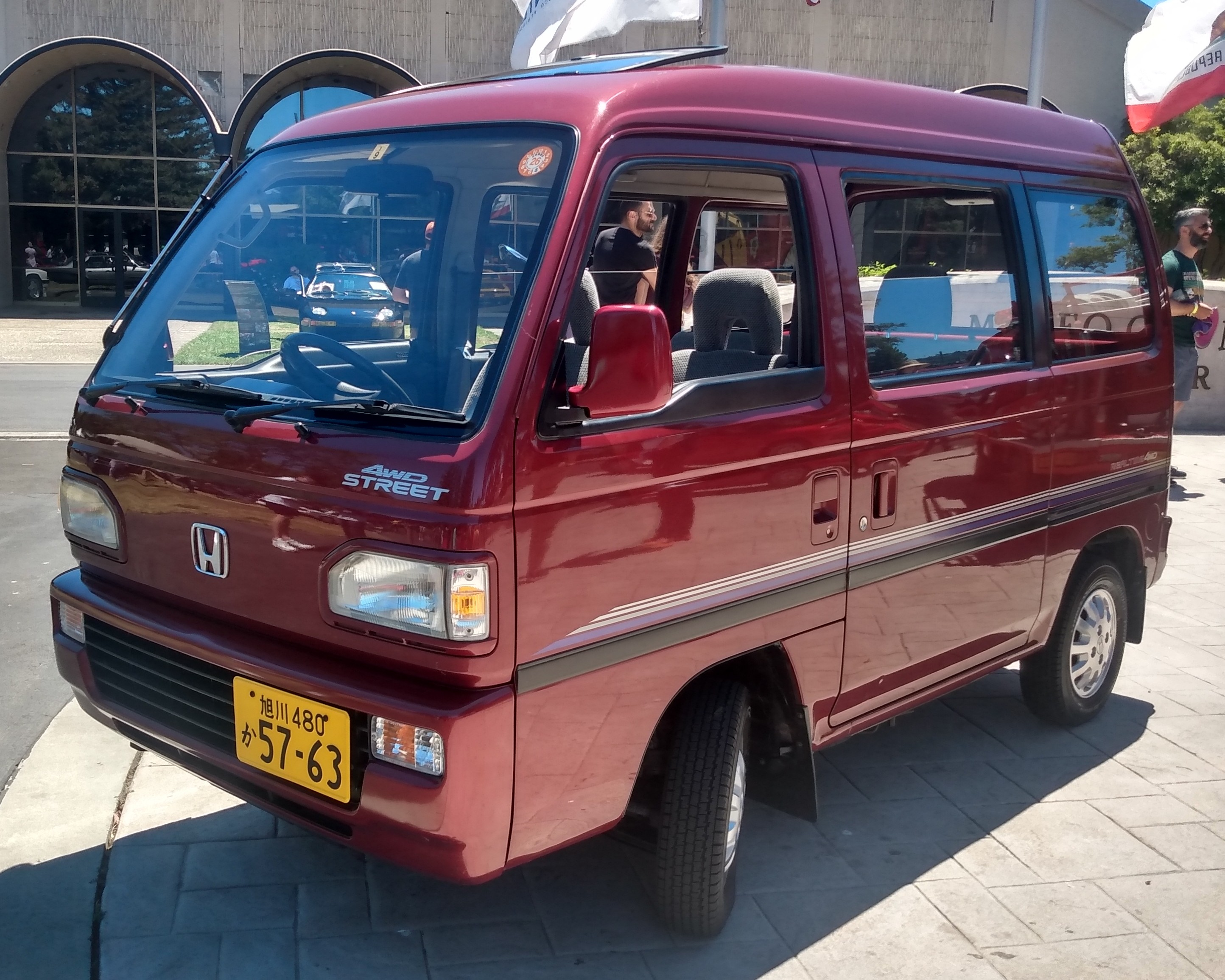
Street EX 4WD 660cc (1992)

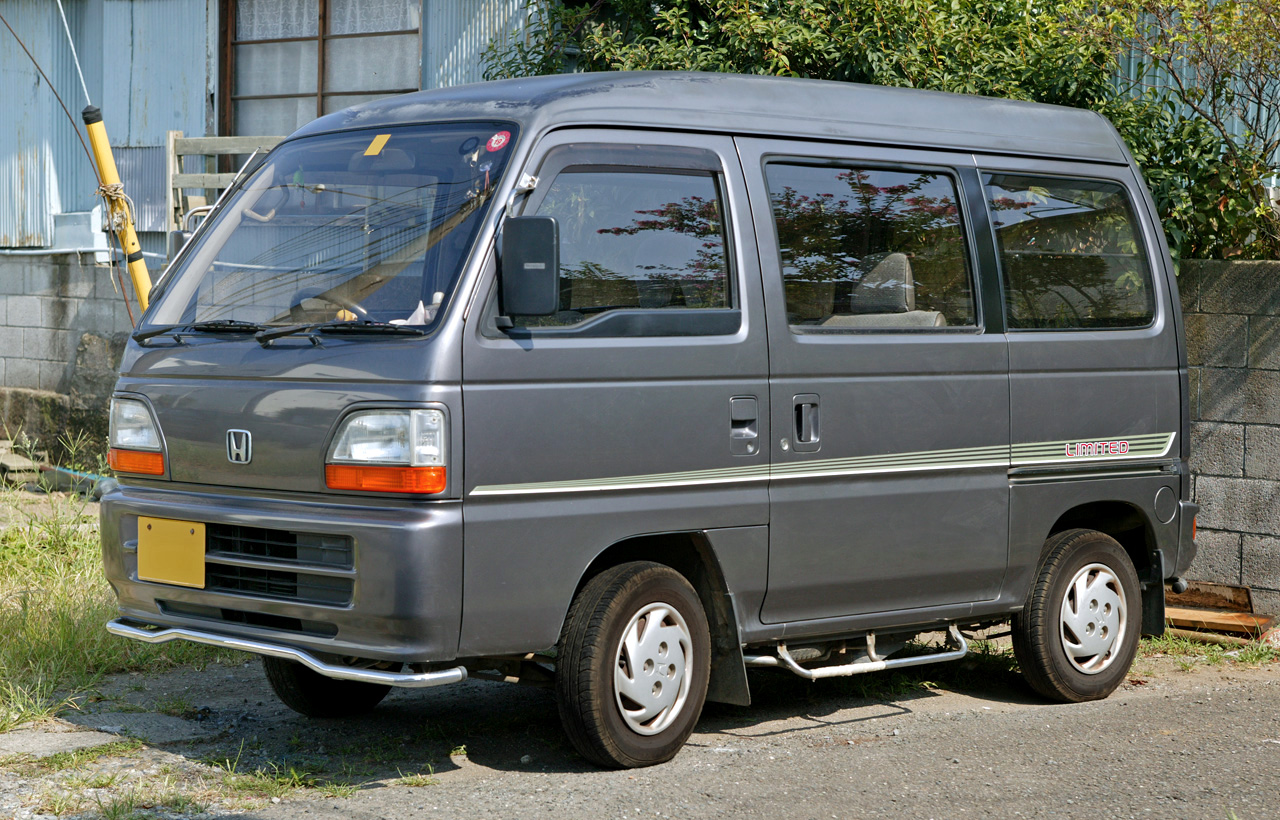
Street G Limited (1994)

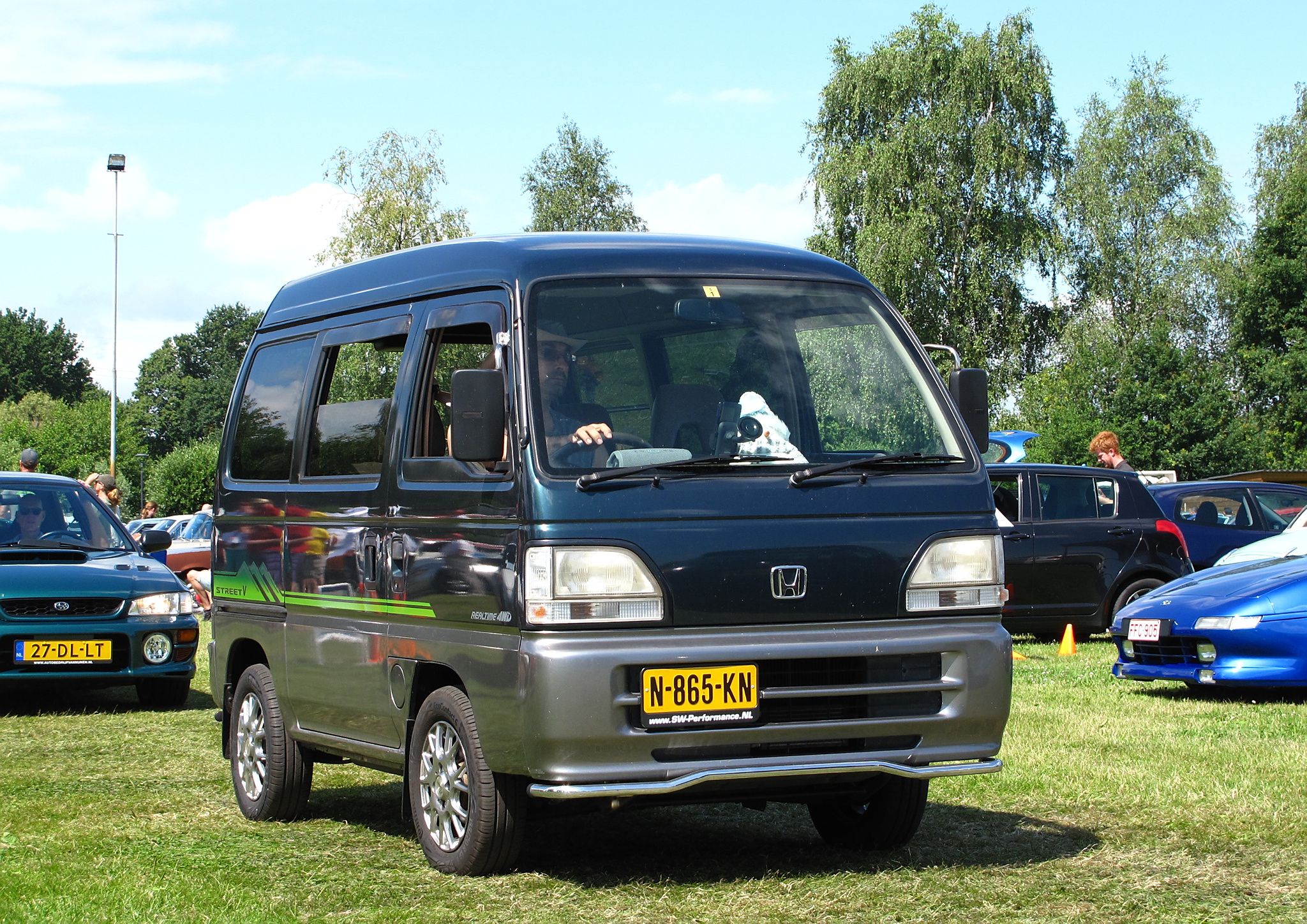
Street V 4WD (1996)

La segona generació de la Honda Street va començar a comercialitzar-se l'11 de maig de 1988 sobre la base de la nova segona generació de la Honda Acty Van, sent mecànicament idèntica a aquesta. Des d'aquesta segona generació, canvia el nom del model de "Honda Acty Street" a "Honda Street". El preu de la Street "L" 2WD MT, el model més baix de la gama, a la xarxa de concessionàris de Tòquio era de 920.000 iens. Aquesta generació equipava una finestra baixable a la porta corredissa, un fet poc frequent als models homòlegs. A més d'això, una altra novetat fou que, als seients del darrere, l'espai inferior era lliure i podia ser emprat com a lloc d'emmagatzematge, tècnica que l'empresa va introduir posteriorment als Honda S-MX i Honda Stepwgn. També, i com ja venia sent costum a l'època, es va instal·lar l'alçavidres elèctric a la porta del conductor. Com passava també a l'Acty, les versions amb tracció total o 4WD només equiparen una caixa de transmissió manual, trencant amb la generació anterior, que si podia equipar un canvi automàtic.
El 26 de març de 1990 el model va patir una actualització estètica i mecànica. El canvi principal fou el del motor, passant de l'antic de 550 centímetres cúbics al de 660 cc que permetia la nova llei d'automòbils lleugers japonesos o kei car. Estèticament, els para-xocs es van modificar augmentant la llargària del model en 100mm, incorporant uns focus frontals transparents als models "G" i "EX". S'introdueix el nivell d'equipament "EX" i el nivell "X" passa a ser "G". A l'agost del 1991 es presenten noves millores, com ara una llum de frenada disponible de sèrie en tots els nivells d'equipament, una maneta interior per a agafar-se, uns estreps laterals abans només disponibles als models 4WD i ara equipable de sèrie a totes les versions i un mecanisme d'obertura automàtica del portó del darrere a la versió "EX". A més d'això, a la versió "EX" els vidres s'enfosquiren i canvià la tapisseria i els adhesius decoratius exteriors.
A l'octubre de 1993 el model torna a rebre canvis menors, com ara la forma dels fars davanters, nous nivells d'equipament "FOX" i "Xi" en substitució de l'"EX" i un nou sistema d'injecció de combustible, produint el motor 44 cavalls de potència. El nou nivell d'equipament "FOX" estava comercialment enfocat a les activitats a l'aire lliure, sent l'únic model de la seua categoria amb tracció total amb bloqueig de diferencial al darrere, sistemes de subjecció per a equipatge addicionals a les de les versions comunes, barres de subjecció d'equipatge al sostre, seients del darrere de la Honda Acty Van (menys còmodes) i supressió de les boques de calefacció al darrere. A l'octubre de l'any següent s'estrenen noves millores en matèria de confort com ara un nou sistema d'aire condicionat.
L'any 1996 el model pateix els darrers canvis de la seua vida. Els intermitents davanters canvien el seu disseny. Se suprimeix la versió d'injecció "FOX" i s'afegeix la versió "V", de carburador. A l'octubre de 1988 s'atura la producció del model degut als canvis en la llei d'automòbils lleugers i des de llavors el model només es comercialitzarà amb unitats d'inventari ja produïdes. A partir de juny de 1999, amb la presentació de la tercera generació de la Honda Acty es reviu el nom de Honda Vamos per al monovolum lleuger derivat de la furgoneta, convivint a la gama Honda juntament amb la Street fins al setembre de 2001, quan la Street és finalment substituïda per la Vamos.